# Södra Älghultasjön
Södra Älghultasjön är en sjö i Gislaveds kommun i Småland och ingår i Nissans huvudavrinningsområde. Sjön har en area på 0,0624 kvadratkilometer och ligger 175,2 meter över havet. Sjön avvattnas av vattendraget Älgeå.

## Delavrinningsområde
Södra Älghultasjön ingår i det delavrinningsområde (635372-136854) som SMHI kallar för Mynnar i Anderstorpaån. Medelhöjden är 174 meter över havet och ytan är 19,89 kvadratkilometer. Det finns inga delavrinningsområden uppströms utan avrinningsområdet är högsta punkten. Älgeå som avvattnar avrinningsområdet har biflödesordning 3, vilket innebär att vattnet flödar genom totalt 3 vattendrag innan det når havet efter 116 kilometer. Delavrinningsområdet består mestadels av skog (51 %) och sankmarker (33 %). Avrinningsområdet har 0,13 kvadratkilometer vattenytor vilket ger det en sjöprocent på 0,6 %. Bebyggelsen i området täcker en yta av 0,5 kvadratkilometer eller 3 % av avrinningsområdet.